# Бингёль
Бингёль (тур. Bingöl, курд. Çewlik, юж. зазаки Çolig) или Чапагджур арм. Ճապաղջուր) — город в Турции, административный центр одноимённого ила. Находится в бассейне реки Мурат на берегу её правого притока — реки Гюнек, в армянском языке одноимённой городу.

## Название
В древности на месте города находилась крепость под названием Ктарич (арм. Կտառիճ). Название Чапагджур, произошедшее от армянских слов «чапаг» (тонкий, мелкий) и «джур» (вода), объясняется наличием большого количества водоёмов. В разное время носил видоизмененные варианты названия — Чапалджур, Чапаг, Чапагаджур и др., также был известен под названием Халп (арм. Խալփ).
До 1950 года город сохранял слегка видоизменённое армянское название — Чабакджур (тур. Çabakcur), затем был переименован в Бингёль — от турецкого «тысяча озёр». На курдском языке город называется Чевлик.

## История
В древности территория Чапагджура  входила в состав гавара Хаштианк области Цопк Великой Армении. Этот гавар, в числе крепостей которого был и Ктарич-Чапагджур, считался имением Аршакидов.
После первого раздела Великой Армении (387 год) Ктарич перешел под власть Рима, став одной из крепостей в римско-персидской приграничной зоне. Крепость, ввиду своего особого положения, была дополнительно укреплена императором Византии Юстинианом.
В X веке Чапагджур упоминался Степаносом Асогиком в связи с землетрясением 995 года. Согласно Т. Х. Акопяну, из трудов этого автора следует, что до того времени Чапагджур оставася важной крепостью, хотя автор в явном виде его крепостью не называет.
В XI веке Чапагджур упоминался как резиденция епископа и входил в состав владений Филарета Варажнуни и Торника Мамиконяна.
В 1240-х годах город завоевывали монголы, а в начале XVI века — османские турки.
После начала турецкого владычества город стал центром одноимённого района, входившего вплоть до 1829 года входил в состав вилайета Диярберкир, позже — в состав вилайета Битлис.
До начала Первой мировой войны большую часть населения города составляли армяне, занимавшиеся, большей частью, ремеслом и торговлей. В городе были армянское училище и церковь.
В XXI веке в городе произошло два сильных землетрясения. 1 мая 2003 года — магнитудой 6,4, в результате которого 177 человек погибло и 520 было ранено, а 8 марта 2010 года — магнитудой 5,9, эпицентр которого находился в провинции Элязыг в 45 км к западу от города.

## Известные жители, уроженцы
Идрис Балукен (род. 2 июля 1976) — турецкий медик и левый политик курдского происхождения.
Эмирджан Гюрлюк( род. 15 октября 2003) — турецкий футболист.